# آتسنبروگ
آتسنبروگ (به آلمانی: Atzenbrugg) یک منطقهٔ مسکونی در اتریش است که در ناحیه تولن واقع شده‌است. آتسنبروگ ۲۵٫۹۴ کیلومتر مربع مساحت دارد ۱۸۶ متر بالاتر از سطح دریا واقع شده‌است.